# 金翅鳥相応
「金翅鳥相応」（こんじちょうそうおう、巴: Supaṇṇa-saṃyutta, スパンナ・サンユッタ）とは、パーリ仏典経蔵相応部に収録されている第30相応。

## 構成
全46経から成るが、多くは省略されている。
1. Suddhika-sutta
2. Haranti-sutta
3. Dvayakārī-sutta

- 4-6. Dutiyādi-dvaya-kārī-sutta-ttika
- 7-16. Aṇḍajadānūpakāra-sutta-dasaka
- 17-46. Jalābujādidānūpakāra-sutta-ttiṃsaka

## 日本語訳
- 『南伝大蔵経・経蔵・相応部経典3』（第14巻） 大蔵出版
- 『原始仏典II 相応部経典3』 中村元監修 春秋社